# رز سریسئا
رز سریسئا(نام علمی: Rosa sericea) نام یک گونه از سرده رز است.